# Stiftung Haus Lindenhof
Die Stiftung Haus Lindenhof ist ein kirchliches Sozialunternehmen und katholischer Träger von Einrichtungen und Diensten zur Betreuung von Menschen mit Behinderung sowie älteren Menschen. Der Name der Stiftung leitet sich vom gleichnamigen Bauernhof bei Bettringen, einem Stadtteil von Schwäbisch Gmünd, ab. Dort befindet sich auch ihr Verwaltungszentrum.

## Hintergrund
Die Stiftung Haus Lindenhof wurde von der Diözese Rottenburg-Stuttgart und dem Caritasverband der Diözese 1971 als gemeinnützige GmbH gegründet und 1986 in eine kirchliche Stiftung umgewandelt. Heute gehören in Ostwürttemberg zahlreiche Einrichtungen bzw. Angebote zur Stiftung Haus Lindenhof. Rund 2.200 alte und behinderte Menschen werden von circa 2.100 Mitarbeitenden begleitet, gefördert, betreut und gepflegt. Mehr als 1000 Ehrenamtliche bringen sich ebenso ein. Das Motto der Stiftung lautet „selbst. bestimmt. leben.“

## Einrichtungen
Zur Stiftung Haus Lindenhof gehören 
folgende Einrichtungen im Ostalbkreis sowie in den Landkreisen Heidenheim und Göppingen:
im Bereich Wohnen, Lernen und Arbeiten für Menschen mit Behinderungen
- acht Wohneinrichtungen (mit angegliederten Wohngemeinschaften)
- vier Werkstätten für Menschen mit Behinderung (WfbM)
- ein Bioland-Bauernhof mit Gnadenpferdehaltung
- einen Förder- und Betreuungsbereich für schwerstbehinderte Menschen an drei Standorten
- das Kompetenzzentrum Arbeit
- eine private Schule mit den beiden Sonderpädagogischen Bildungs- und Beratungszentren im Verbund:  - Förderschwerpunkt geistige Entwicklung – Förderschwerpunkt körperliche und motorische Entwicklung.
- vier Beratungsstellen für Menschen mit Behinderung (Beratung und Ambulante Dienste – BAD) in Schwäbisch Gmünd, Göppingen, Heidenheim und Ellwangen.
- der Teilhabetreff im inklusiven Kulturcafé bunter Hund.[1]

im Bereich Wohnen und Pflege im Alter gehören
- zwölf  Altenpflegeheime sowie neun betreute Seniorenwohnanlagen
- drei ambulant betreute Senioren-Wohngemeinschaften
- das Heidenheimer Hospiz Barbara
- Betreute Seniorenwohnanlagen
- Angebote von Tagespflege, Kurzzeitpflege und Verhinderungspflege

für alte und pflegebedürftige Menschen und für Menschen mit Behinderung
- der ambulante Pflegedienst "Mobile Dienste" in Schwäbisch Gmünd

Zur Stiftung gehört zudem das Tochterunternehmen Haus Lindenhof Service GmbH, ein Inklusionsbetrieb mit Sitz in Schwäbisch Gmünd, das sich auf Gebäudemanagement, Hauswirtschaft und Fahrdienste spezialisiert hat.